# ホッケー女子日本代表

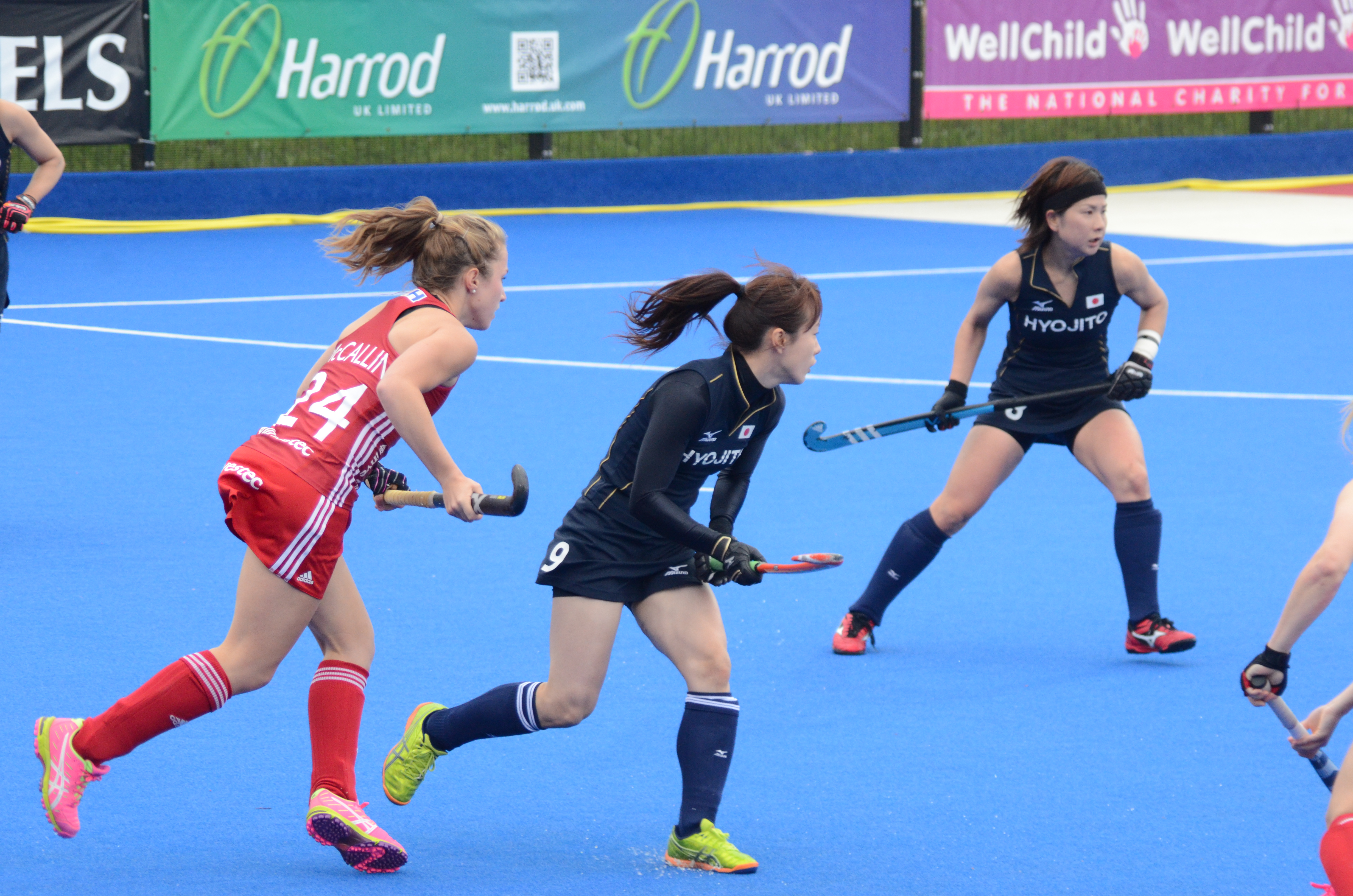
2015年、英国戦

ホッケー女子日本代表（ホッケーじょしにほんだいひょう）は、日本ホッケー協会による女子フィールドホッケーのナショナルチームである。愛称は「さくらジャパン」。

## 概要
1978年にワールドカップ初参加。1992年バルセロナから五輪予選に参加。
しかし、そのバルセロナから3大会分の五輪予選を勝ち抜けなかったため、安田善治郎を2度目の監督に起用。2004年アテネオリンピックを目指すこととなった。安田による「外国勢に勝つには徹底的に走るホッケーしかない」との強化方針が実を結び、2004年3月の予選でアテネへの出場権を獲得した。
それまで、ホッケーの日本国内における知名度はいまひとつだったが、このアテネオリンピック初出場をきっかけに注目を浴びる。日本マクドナルドがスポンサーとなり、また大黒摩季や和田アキ子といった有名人のサポートも受け、本大会で8位に入賞。
2006年のワールドカップでも史上最高位の5位に輝いた。
同年のアジア大会では銀メダルとなり、2008年の北京オリンピック出場権も獲得した。
日本マクドナルドとの契約終了により先行きが不安視されたが、日本コカ・コーラ、日本航空が新スポンサーに就任した。
2007年、北京オリンピックに向けて愛称を募集。全国から寄せられた651通、493種類の案から「親しまれ、愛され、気品と優しさを持つチームになれ」などの願いを込め、日本を代表する花「さくら」の名にちなみ「さくらジャパン」に決定した。2008年の北京オリンピックでは、代表チームの選手16人中9人、スタッフ7人中6人が天理大学ホッケー部関係者（在校生・卒業生・コーチなど）から選出された。
2012年のロンドンオリンピック、2016年のリオデジャネイロオリンピックにも出場し、9位の成績を収めた。

## 成績

### 夏季オリンピック
- 2004年：8位
- 2008年：10位
- 2012年：9位[2]
- 2016年：9位
- 2020年：一次リーグ敗退

### ワールドカップ
- 1978年：6位
- 1981年：7位
- 1990年：11位
- 2002年：10位
- 2006年：5位
- 2010年：11位
- 2014年：10位
- 2018年：一次リーグ敗退

### チャンピオンズトロフィー
- 2007年：5位
- 2008年：6位
- 2012年：5位
- 2014年：8位

### チャンピオンズチャレンジ
- 2003年：3位
- 2005年：3位
- 2009年：3位
- 2011年：1位

### アジア大会
- 2006年：2位
- 2010年：3位
- 2014年：4位

## 歴代監督
- 安田善治郎
- 恩田昌史
- 柳承辰
- 永井祐司

## 歴代選手
- 三浦恵子
- 森本さかえ
- 小野真由美
- 加藤明美
- 寺園理恵
- 藤尾香織（旧姓：千葉）
- 宮崎奈美
- 小森皆実
- 岩尾幸美
- 山本由佳理
- 駒澤李佳

- 木村千恵
- 齋藤尚子
- 喜多田明子
- 石田利佳
- 櫻井絵美
- 中川未由希
- 岡村育子
- 筑井利江
- 吉川由華
- 小沢みさき
- 小櫻千奈美

- 浅野祥代
- 村上藍
- 林なぎさ
- 眞鍋敬子
- 阿久津智恵
- 佐藤雅子
- 田中泉樹
- 柴田あかね
- 三橋亜記
- 大塚志穂
- 大家涼子

- 坂井志帆
- 錦織えみ
- 伴田久美
- 西村綾加
- 植田彩
- 加藤彰子
- 深野加弥
- 新井麻月
- 永井友理
- 石橋唯今